# Lliga Europa de la UEFA
La Lliga Europa de la UEFA (oficialment en anglès UEFA Europa League) abans coneguda com a Copa de la UEFA, ha estat històricament la tercera competició europea en importància per a clubs de futbol, i des de l'any 2000 la segona (després de la desaparició de la Recopa d'Europa).

## Història
L'any 1971 la UEFA va prendre el control de la Copa de les Ciutats en Fires. La competició canvià de format i de nom esdevenint l'actual Copa de la UEFA. Hi prenien part els tres equips més ben classificats de les diverses lligues estatals, excepte el campió de lliga, que anava a la Copa d'Europa, i el campió de copa, que anava a la Recopa d'Europa.
L'any 1999 la UEFA reestructurà les diverses competicions continentals i la Copa de la UEFA esdevingué la segona competició europea. Des de llavors, els guanyadors de les copes nacionals també han entrat a la Copa de la UEFA en funció del coeficient atorgat a les diverses lligues. També hi prenen part els equips eliminats a la tercera ronda de la Lliga de Campions i els tercers classificats a la fase de lligueta d'aquesta competició, així com els 11 equips campions de la Intertoto i tres representants per Fair Play.
El sistema de competició als seus inicis mantingué el format de la Copa de Fires, en eliminatòries d'anada i tornada. A partir de l'any 1997 la final es passà a disputar a partit únic en camp neutral, i del 2004 en endavant s'ha introduït una eliminatòria en format de grups a mitjan competició.
Els guanyadors mantenen el trofeu per un any abans de tornar a la UEFA. Després del seu retorn, el club pot mantenir una rèplica original del trofeu a escala de quatre cinquenes parts de l'original. Els reglaments també estableixen que el trofeu es concedeix a qualsevol club que guanya la Copa de la UEFA tres vegades seguides o cinc vegades, en general, encara que això, avui dia, no s'ha produït a partir de 2008.
Des de l'any 2000 el campió s'enfronta al campió de la Lliga de Campions de la UEFA a la Supercopa d'Europa de futbol.
Des de la temporada 2009-2010, aquesta competició canvià de format i de nom, passant-se a dir UEFA Europa League. La nova competició va absorbir la Copa Intertoto, el tercer nivell de la UEFA.

## Accés
La qualificació per a la competició es basa en els coeficients de la UEFA, amb més llocs que s'ofereixen a les nacions més reeixides. En general, els llocs es concedeixen als equips que acaben en diversos llocs dels subcampions en la part superior de lligues de primera categoria d'Europa, i els guanyadors de les principals competicions de copa. Uns pocs països tenen competicions de copes secundàries, però els únics països que actualment concedeixen un lloc a la Copa de la UEFA mitjançant la seva copa de secundària són Anglaterra i França.
Si l'anterior campió de la Copa de la UEFA no té dret a prendre part en qualsevol de les actuals competicions de clubs de la UEFA (Lliga de Campions o Copa de la UEFA) en virtut de la seva forma interna, l'administració de la UEFA podrà, a petició de l'associació dels club en qüestió, admetre aquest club a l'actual Copa de la UEFA. La seva participació no serà a costa dels contingents de la seva federació.
La classificació pot ser bastant complicada si es classifica un equip europeu de la competició a través de dues rutes diferents. En tots els casos, si un club té dret a entrar a la Lliga de Campions de la UEFA, aquest lloc té prioritat i el club no entra en la Copa de la UEFA. L'accés a la Copa de la UEFA es concedeix a un altre club. Si es classifica un equip europeu de la competició a través de guanyar una copa i la lliga, la plaça "disponible" per a la Copa de la UEFA serà pel subcampió de copa o bé, l'equip que hagi quedat en el lloc més alt de la lliga, que no hi hagi classificat per a la competició europea, en funció de la normes de la federació nacional.
La classificació per a la Copa de la UEFA també pot assolir-se de dues formes: 
- Els onze guanyadors de la tercera ronda de la Intertoto entren a la Copa de la UEFA en la segona ronda de classificació de la temporada.
- Tres places són donades a les federacions que acaben per sobre d'un cert nivell en la Taula UEFA de Joc Net. La federació situada en primera posició rep automàticament una entrada de Fair Play i les altres dues federacions les guanyen via un sorteig entre totes les altres federacions que troben criteris que qualifiquen. En tots els casos, el destinatari d'un país del Fair Play d'entrada és la més alta posició en l'equip de la taula de Fair Play en la lliga superior del país que no ha qualificat per a Europa.

Més recentment, els clubs que no passen la ronda de classificació i la fase de grups de la Lliga de Campions, també poden inscriure's a la Copa de la UEFA, en les diferents etapes.

## Format de competició
L'actual format de la competició es va adoptar per primera vegada per a la temporada 2004-05. El canvi més important va ser la introducció d'una fase de grups i dues rondes de classificació en comptes d'una. Altres canvis van ser introduïts per la temporada 2006-07 a causa dels canvis de format a l'Intertoto. La UEFA canvia el format per dotze grups de quatre equips en la segona ronda en lloc dels actuals vuit grups de cinc equips, a partir de la temporada 2009-10.

### Formats històrics
La competició ha estat tradicionalment un torneig eliminatori pur. Tots els enllaços són de dues voltes, incloent-hi la final. A partir de 1998 la final es va convertir en un únic partit, però totes les altres eliminatòries es varen mantenir en dos partits.
Abans de la temporada 2004-05, el torneig va consistir d'una ronda de classificació, seguida per una sèrie de rondes eliminatòries. Els 16 perdedors en la tercera ronda de classificació de la Lliga de Campions, van entrar a la primera ronda adequada; més endavant, en el torneig, els supervivents es va sumar un tercer lloc en el grup de finalistes de la fase de la Lliga de Campions.

### Format vigent abans del canvi
La Copa de la UEFA comença amb dues rondes eliminatòries celebrades al juliol i a l'agost. Els participants de les federacions classificades del 18 cap avall entren a la primera ronda de classificació, i els participants de les federacions classificades del 9è al 18è lloc s'uneixen a ells en la segona ronda de classificació. A més, tres llocs a la primera ronda de classificació es reserven per als guanyadors Joc Net, i onze places en la segona ronda de classificació es reserven per als guanyadors de l'Intertoto.
Als guanyadors de les rondes de classificació s'uneixen els equips de les federacions classificades entre les posicions 1a i 13a. A més, els perdedors en la tercera ronda de classificació de la Lliga de Campions també entren en aquesta ronda, i un altre lloc està reservat per al campió actual. Hi ha un total de 80 equips en aquesta ronda.
Després de la primera ronda pròpiament dita, els 40 supervivents entren en una fase de grup, en què els clubs estan agrupats en vuit grups de cinc equips cadascun. A diferència de la fase de grup de la Lliga de Campions, la Copa de la UEFA es juga en un format de round-Robin, amb cada club que juga dos partits a casa i dos partits a fora. Els tres millors equips en cadascun dels vuit grups, 24 en total, en el qual s'uneixen vuit equips classificats en tercer lloc a la fase de grups de la Lliga de Campions.
Després de la fase de grups hi ha un recés d'hivern. Des d'aquest punt, es reprèn amb eliminatòries, amb dos partits en cadascuna que condueixen a l'única final, que se celebra en un terreny neutral, decidit en una reunió de la UEFA a criteris de estadis de quatre estrelles.
Els caps de sèrie s'utilitzen per protegir els equips més forts en les rondes de classificació, primera ronda i la fase de grups.
La majoria dels partits es juguen els dijous per evitar la interferència amb la Lliga de Campions a la qual els partits es duen a terme els dimarts i els dimecres. Alguns partits també es juga en dimecres quan la Lliga de Campions no està jugant aquesta setmana. En les primeres etapes de la competició també es poden veure els partits dels dimarts.

### Nou format
Des de la temporada 2009-10, la competició s'anomena Lliga Europa de la UEFA (UEFA Europa League) en un intent d'augmentar l'interès per la competició, molt menys atraient que la Lliga de Campions de la UEFA.
Amb el canvi de denominació, s'ha incorporat un nou format consistent en una fase amb 12 grups de quatre equips (en un doble Round Robin) en lloc de vuit grups de cinc equips (en un sol Round Robin). Des dels setzens de final fins a les semifinals es juga a doble partit. La final es juga a partit únic.
L'accés també ha canviat significativament. Les federacions situades entre els llocs 7è i 9è segons es van classificar en el coeficients de la UEFA, envien el guanyador de la copa i altres tres equips a la UEFA Europa League, totes les altres nacions envien un guanyador de la copa i altres dos equips, amb excepció de Liechtenstein, Andorra i San Marino, que només envien un guanyador de la copa. En general, els altres equips són els següents millors classificats en cada una de les lligues nacionals després dels que participen en la Lliga de Campions. No obstant això, França i Anglaterra el més probable és que segueixin utilitzant una plaça per al seu guanyador de la seva Copa de la Lliga. A més, els tres llocs en la primera de les quatre rondes de classificació encara estan reservats per als guanyadors del Joc Net.
En general, la major federació es classifica en els coeficients de la UEFA, els clubs després del seu inici en la qualificació, però cada equip, excepte el campió, ha de jugar almenys una ronda classificatòria.
A part dels equips esmentats, altres 15 per l'eliminació a la segona ronda de classificació de la Lliga de Campions entrarà en la quarta i última ronda classificatòria, abans coneguda com la primera ronda, i els 10 perdedors de la Lliga de Campions a la ronda classificatòria 3 s'introduiran directament a la fase de grups de la UEFA Europa League. Els 12 guanyadors i els 12 finalistes en la fase de grups avançaran a les eliminatòries de la primera ronda, juntament amb els vuit equips que quedin en 3r lloc a la Lliga de Campions. El finalista que perdi per a la competició de copa domèstica encara tindrà dret a entrar a la UEFA Europa League, els guanyadors de copa domèstica s'haurien de classificar per la Lliga de Campions.
Igual que la Copa de la UEFA, la Intertoto s'integrarà a la UEFA Europa League, com la Copa de Guanyadors de Copa que ha estat des de finals de 1990.

## Llista de clubs finalistes de la Lliga Europa de la UEFA
| Club                     | Guanyadors | Finalistes | Anys vencedor                            | Anys finalista   |
| ------------------------ | ---------- | ---------- | ---------------------------------------- | ---------------- |
| Sevilla FC               | 7          | 0          | 2006, 2007, 2014, 2015, 2016, 2020, 2023 |                  |
| Inter de Milà            | 3          | 2          | 1991, 1994, 1998                         | 1997, 2020       |
| Tottenham Hotspur FC     | 3          | 1          | 1972, 1984, 2025                         | 1974             |
| Liverpool FC             | 3          | 1          | 1973, 1976, 2001                         | 2016             |
| Juventus FC              | 3          | 1          | 1977, 1990, 1993                         | 1995             |
| Atlètic de Madrid        | 3          | 0          | 2010, 2012, 2018                         |                  |
| Borussia Mönchengladbach | 2          | 2          | 1975, 1979                               | 1973, 1980       |
| Feyenoord                | 2          | 0          | 1974, 2002                               |                  |
| Eintracht Frankfurt      | 2          | 0          | 1980, 2022                               |                  |
| IFK Göteborg             | 2          | 0          | 1982, 1987                               |                  |
| Reial Madrid CF          | 2          | 0          | 1985, 1986                               |                  |
| Parma FC                 | 2          | 0          | 1995, 1999                               |                  |
| FC Porto                 | 2          | 0          | 2003, 2011                               |                  |
| Chelsea FC               | 2          | 0          | 2013, 2019                               |                  |
| Manchester United FC     | 1          | 2          | 2017                                     | 2021, 2025       |
| RSC Anderlecht           | 1          | 1          | 1983                                     | 1984             |
| Bayer Leverkusen         | 1          | 1          | 1988                                     | 2024             |
| AFC Ajax                 | 1          | 1          | 1992                                     | 2017             |
| PSV Eindhoven            | 1          | 0          | 1978                                     |                  |
| Ipswich Town FC          | 1          | 0          | 1981                                     |                  |
| SSC Napoli               | 1          | 0          | 1989                                     |                  |
| Bayern de Múnic          | 1          | 0          | 1996                                     |                  |
| FC Schalke 04            | 1          | 0          | 1997                                     |                  |
| Galatasaray              | 1          | 0          | 2000                                     |                  |
| València CF              | 1          | 0          | 2004                                     |                  |
| CSKA Moscou              | 1          | 0          | 2005                                     |                  |
| Zenit St. Petersburg     | 1          | 0          | 2008                                     |                  |
| Xakhtar Donetsk          | 1          | 0          | 2009                                     |                  |
| Vila-real CF             | 1          | 0          | 2021                                     |                  |
| Atalanta BC              | 1          | 0          | 2024                                     |                  |
| SL Benfica               | 0          | 3          |                                          | 1983, 2013, 2014 |
| Olympique Marsella       | 0          | 3          |                                          | 1999, 2004, 2018 |
| Athletic Club            | 0          | 2          |                                          | 1977, 2012       |
| RCD Espanyol             | 0          | 2          |                                          | 1988, 2007       |
| AS Roma                  | 0          | 2          |                                          | 1991, 2023       |
| Borussia Dortmund        | 0          | 2          |                                          | 1993, 2002       |
| Arsenal FC               | 0          | 2          |                                          | 2000, 2019       |
| Rangers FC               | 0          | 2          |                                          | 2008, 2022       |
| Wolverhampton Wanderers  | 0          | 1          |                                          | 1972             |
| FC Twente                | 0          | 1          |                                          | 1975             |
| Club Bruges              | 0          | 1          |                                          | 1976             |
| SC Bastia                | 0          | 1          |                                          | 1978             |
| Estrella Roja de Belgrad | 0          | 1          |                                          | 1979             |
| AZ Alkmaar               | 0          | 1          |                                          | 1981             |
| Hamburg SV               | 0          | 1          |                                          | 1982             |
| Videoton FC              | 0          | 1          |                                          | 1985             |
| 1.FC Köln                | 0          | 1          |                                          | 1986             |
| Dundee United            | 0          | 1          |                                          | 1987             |
| VfB Stuttgart            | 0          | 1          |                                          | 1989             |
| ACF Fiorentina           | 0          | 1          |                                          | 1990             |
| Torino FC                | 0          | 1          |                                          | 1992             |
| FC Red Bull Salzburg     | 0          | 1          |                                          | 1994             |
| FC Girondins de Bordeaux | 0          | 1          |                                          | 1996             |
| SS Lazio                 | 0          | 1          |                                          | 1998             |
| Deportivo Alavés         | 0          | 1          |                                          | 2001             |
| Celtic FC                | 0          | 1          |                                          | 2003             |
| Sporting de Portugal     | 0          | 1          |                                          | 2005             |
| Middlesbrough FC         | 0          | 1          |                                          | 2006             |
| SV Werder Bremen         | 0          | 1          |                                          | 2009             |
| Fulham FC                | 0          | 1          |                                          | 2010             |
| SC Braga                 | 0          | 1          |                                          | 2011             |
| FC Dnipro Dnipropetrovsk | 0          | 1          |                                          | 2015             |

## El trofeu
El trofeu pesa 15 quilos, és de plata i descansa sobre un pedestal de marbre groc. Va ser dissenyat i creat en els tallers de Bertoni, a Milà, per a la final de 1972, amb un cost de 23.000 euros. La Copa de la UEFA no té anses, la seva bellesa rau en la seva simplicitat. Just per sobre del pedestal, un grup de jugadors semblen estar lluitant per una pilota. De fet, estan recolzant la Copa octagonal, representada per l'emblema de la UEFA.

## Historial
Fins a l'edició de 1996-1997 la final es disputava a doble partit. Des de llavors, a semblança de la Lliga de Campions de la UEFA, es va assignar una seu per a un únic partit final per decidir el títol. L'equip més llorejat en la història de la competició és el Sevilla Futbol Club amb set títols.
| Temporada               | Campió                   | Resultats           | Subcampió                | Seu de la Final                                                    |
| Copa de la UEFA         | Copa de la UEFA          | Copa de la UEFA     | Copa de la UEFA          | Copa de la UEFA                                                    |
| ----------------------- | ------------------------ | ------------------- | ------------------------ | ------------------------------------------------------------------ |
| 1971-72                 | Tottenham Hotspur FC     | 2–1; 1–1            | Wolverhampton Wand FC    | Molineux Stadium, Wolverhampton / White Hart Lane, Londres         |
| 1972-73                 | Liverpool FC             | 3–0; 0–2            | Borussia Mönchengladbach | Anfield Road, Liverpool / Bökelbergstadion, Mönchengladbach        |
| 1973-74                 | Feyenoord                | 2–2; 2–0            | Tottenham Hotspur FC     | White Hart Lane, Londres / Stadion Feijenoord, Rotterdam           |
| 1974-75                 | Borussia Mönchengladbach | 0–0; 5–1            | FC Twente                | Rheinstadion, Düsseldorf / Diekman Stadion, Enschede               |
| 1975-76                 | Liverpool FC             | 3–2; 1–1            | Club Brugge              | Anfield Road, Liverpool / Estadi Jan Breydel, Bruges               |
| 1976-77                 | Juventus FC (v.)         | 1–0; 1–2            | Athletic Club            | Stadio Comunale, Torí / San Mamés, Bilbao                          |
| 1977-78                 | PSV Eindhoven            | 0–0; 3–0            | SC Bastia                | Stade Furiani, Bastia / Philips Stadion, Eindhoven                 |
| 1978-79                 | Borussia Mönchengladbach | 1–1; 1–0            | Estrella Roja            | Estadi Estrella Roja, Belgrad / Rheinstadion, Düsseldorf           |
| 1979-80                 | Eintracht Frankfurt (v.) | 2–3; 1–0            | Borussia Mönchengladbach | Bökelsbergstadion, Mönchengladbach / Waldstadion, Frankfurt        |
| 1980-81                 | Ipswich Town FC          | 3–0; 2–4            | AZ Alkmaar               | Portman Road, Ipswich / Olympischstadion, Amsterdam                |
| 1981-82                 | IFK Göteborg             | 1–0; 3–0            | Hamburger SV             | Estadi Ullevi, Göteborg / Volksparkstadion, Hamburg                |
| 1982-83                 | RSC Anderlecht           | 1–0; 1–1            | SL Benfica               | Estadi Heysel, Brussel·les / Estádio da Luz, Lisboa                |
| 1983-84                 | Tottenham Hotspur FC     | 1–1; 1–1 (4-3 pen.) | RSC Anderlecht           | Constant Vanden Stock, Brussel·les / White Hart Lane, Londres      |
| 1984-85                 | Reial Madrid CF          | 3–0; 0–1            | Videoton FC              | Stadion Sóstói, Székesfehérvár / Estadi Santiago Bernabéu, Madrid  |
| 1985-86                 | Reial Madrid CF          | 5–1; 0–2            | 1.FC Köln                | Estadi Santiago Bernabéu, Madrid / Estadi Olímpic, Berlín          |
| 1986-87                 | IFK Göteborg             | 1–0; 1–1            | Dundee United FC         | Estadi Ullevi, Göteborg / Tannadice Park, Dundee                   |
| 1987-88                 | Bayer Leverkusen         | 0–3; 3–0 (3-2 pen.) | RCD Espanyol             | Estadi de Sarrià, Barcelona / Ulrich-Haberland-Stadion, Leverkusen |
| 1988-89                 | SSC Napoli               | 2–1; 3–3            | VfB Stuttgart            | Estadi San Paolo, Nàpols / Neckarstadion, Stuttgart                |
| 1989-90                 | Juventus FC              | 3–1; 0–0            | ACF Fiorentina           | Stadio Comunale, Torí / Stadio Partenio, Fiorentina                |
| 1990-91                 | FC Internazionale        | 2–0; 1–0            | AS Roma                  | Giuseppe Meazza, Milà / Estadi Olímpic, Roma                       |
| 1991-92                 | AFC Ajax (v.)            | 2–2; 0–0            | Torino FC                | Stadio delle Alpi, Torí / Olympischstadion, Amsterdam              |
| 1992-93                 | Juventus FC              | 3–1; 3–0            | BV Borussia              | Westfalenstadion, Dortmund / Stadio delle Alpi, Torí               |
| 1993-94                 | FC Internazionale        | 1–0; 1–0            | Casino Salzburg          | Ernst-Happel-Stadion, Viena / Giuseppe Meazza, Milà                |
| 1994-95                 | Parma FC                 | 1–0; 1–1            | Juventus FC              | Ennio Tardini, Parma / Giuseppe Meazza, Milà                       |
| 1995-96                 | FC Bayern                | 2–0; 3–1            | FC Girondins de Bordeaux | Estadi Olímpic, Múnic / Parc Lescure, Bordeus                      |
| 1996-97                 | FC Schalke               | 1–0; 0–1 (4-1 pen.) | FC Internazionale        | Parkstadion, Gelsenkirchen / Giuseppe Meazza, Milà                 |
| 1997-98                 | FC Internazionale        | 3–0                 | SS Lazio                 | Parc des Princes, París                                            |
| 1998-99                 | Parma FC                 | 3–0                 | Olympique de Marsella    | Olimpíiski Luzhniki, Moscou                                        |
| 1999-2000               | Galatasaray SK           | 0–0 (4–1 pen.)      | Arsenal FC               | Parken Stadion, Copenhaguen                                        |
| 2000-01                 | Liverpool FC             | 5–4 (prò.)          | Deportivo Alavés         | Westfalenstadion, Dortmund                                         |
| 2001-02                 | Feyenoord Rotterdam      | 3–2                 | BV Borussia              | Stadion Feijenoord, Rotterdam                                      |
| 2002-03                 | FC Porto                 | 3–2 (prò.)          | Celtic FC                | Estadi Olímpic de la Cartuja, Sevilla                              |
| 2003-04                 | València CF              | 2–0                 | Olympique de Marsella    | Nya Ullevi, Goteborg                                               |
| 2004-05                 | CSKA Moscou              | 3–1                 | SC Portugal              | Estádio José Alvalade, Lisboa                                      |
| 2005-06                 | Sevilla FC               | 4–0                 | Middlesbrough FC         | Philips Stadion, Eindhoven                                         |
| 2006-07                 | Sevilla FC               | 2–2 (3–1 pen.)      | RCD Espanyol             | Hampden Park, Glasgow                                              |
| 2007-08                 | FC Zenit Sant Petersburg | 2–0                 | Rangers FC               | Manchester City Stadium, Manchester                                |
| 2008-09                 | FC Xakhtar Donetsk       | 2–1 (prò.)          | SV Werder Bremen         | Şükrü Saraçoğlu Stadyumu, Istanbul                                 |
| Lliga Europa de la UEFA |                          |                     |                          |                                                                    |
| 2009-10                 | Atlètic de Madrid        | 2–1 (prò.)          | Fulham FC                | HSH Nordbank Arena, Hamburg                                        |
| 2010-11                 | FC Porto                 | 1–0                 | SC Braga                 | Aviva Stadium, Dublín                                              |
| 2011-12                 | Atlètic de Madrid        | 3–0                 | Athletic Club            | Arena Națională, Bucarest                                          |
| 2012-13                 | Chelsea FC               | 2–1                 | SL Benfica               | Amsterdam Arena, Amsterdam                                         |
| 2013-14                 | Sevilla FC               | 0–0 (4–2 pen.)      | SL Benfica               | Juventus Stadium, Torí                                             |
| 2014-15                 | Sevilla FC               | 3–2                 | FK Dnipro Dnipropetrovsk | Stadion Narodowy, Varsòvia                                         |
| 2015-16                 | Sevilla FC               | 3–1                 | Liverpool FC             | St. Jakob Park, Basilea                                            |
| 2016-17                 | Manchester United FC     | 2–0                 | AFC Ajax                 | Friends Arena, Solna                                               |
| 2017-18                 | Atlètic de Madrid        | 3–0                 | Olympique de Marsella    | Parc Olympique Lyonnais, Décines-Charpieu                          |
| 2018-19                 | Chelsea FC               | 4–1                 | Arsenal FC               | Estadi Olímpic de Bakú, Bakú                                       |
| 2019-20                 | Sevilla FC               | 3–2                 | FC Internazionale        | RheinEnergieStadion, Colònia                                       |
| 2020-21                 | Vila-real CF             | 1–1 (11–10 pen.)    | Manchester United FC     | Stadion Energa Gdańsk, Gdańsk                                      |
| 2021-22                 | Eintracht Frankfurt      | 1–1 (5–4 pen.)      | Rangers FC               | Ramón Sánchez Pizjuán, Sevilla                                     |
| 2022-23                 | Sevilla FC               | 1–1 (4–1 pen.)      | AS Roma                  | Puskás Aréna, Budapest                                             |
| 2023-24                 | Atalanta BC              | 3–0                 | Bayer Leverkusen         | Aviva Stadium, Dublín                                              |
| 2024-25                 | Tottenham Hotspur FC     | 1–0                 | Manchester United FC     | Estadi de San Mamés, Bilbao                                        |
| 2025-26                 |                          |                     |                          | İnönü Spor Kompleksi, Istambul                                     |
| 2026-27                 |                          |                     |                          | Waldstadion, Frankfurt                                             |

Nota: prò. = Pròrroga; pen. = Penals; des. = Partit de desempat.

## Copa de la UEFA femenina
En la reunió de París el 23 de maig del 2000, el Comitè Executiu de la UEFA va aprovar la primera competició europea femenina de clubs. D'aquesta manera, va néixer la Copa de la UEFA femenina.